# Fernando Vega Redondo
Fernando Vega Redondo (León, 1957) es un economista español, catedrático de Economía en la Universidad de Alicante.
Estudió la licenciatura en Economía en la Universidad Complutense de Madrid, obteniendo el doctorado en la Universidad de Minnesota, con una tesis doctoral dirigida por Leonid Hurwicz, Premio en Ciencias Económicas en memoria de Alfred Nobel 2007. Ha sido profesor visitante en varias universidades, y en la actualidad imparte clases en el Instituto Universitario Europeo en Florencia.
Es uno de los mayores especialistas españoles en Teoría de Juegos, campo en el que ha publicado varios libros. En los últimos años, su investigación ha ido centrándose en Redes sociales complejas, un campo innovador y en plena ebullición dentro del análisis económico.

## Publicaciones
- Vega Redondo, Fernando, Evolution, Games, and Economic Behavior, Oxford University Press, 1996.
- Vega Redondo, Fernando, Economía y Juegos, Antoni Bosch Editor, 2000.
- Vega Redondo, Fernando, Economics and the Theory of Games, Cambridge University Press, 2003.
- Vega Redondo, Fernando, Complex Social Networks, Cambridge University Press, 2007.